# Мото Гран-Прі Великої Британії
Мо́то Гран-Прі Великої Брита́нії (англ. British motorcycle Grand Prix) — етап змагань чемпіонату світу із шосейно-кільцевих мотогонок MotoGP.

## Історія
До 1977 року Гран-Прі Великої Британії відбувалося на острові Мен у Ірландському морі під назвою Isle of Man TT і було частиною чемпіонату світу від його створення в 1949 році до 1976 року. Isle of Man TT було найпрестижнішою подією у календарі Мото Гран-Прі у 1949-1972 роках. 1972 року Джакомо Агостіні заявив, що він більше ніколи не візьме участі у змаганнях на острові Мен, сказавши, що 37-мильна (62 км) траса є дуже небезпечною для проведення міжнародних змагань. Його друг Джілберто Парлотті загинув під час заходу. Багато гонщиків взяли приклад з Агостіні, бойкотуючи наступні 4 етапи у Британії, тому після сезону 1976 року, змагання на острові Мен були викреслені з календаря чемпіонату.
Перші змагання під назвою «Гран-Прі Великої Британії» були проведені у 1977 році на британському материку, на «Silverstone Circuit». Етап переїхав у «Донінгтон Парк» в 1987 році, і повернувся назад в Сільверстоун в 2010 році.

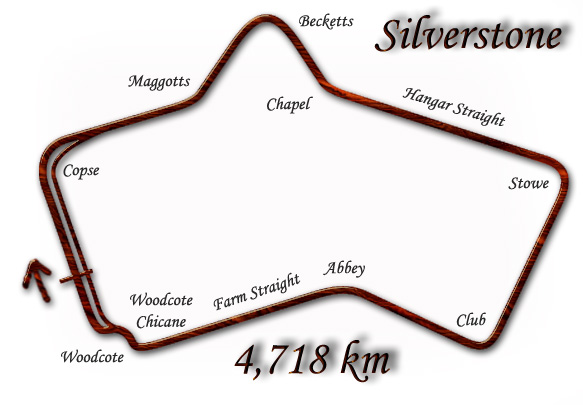
Сільверстоун, 1977–1986 роки.
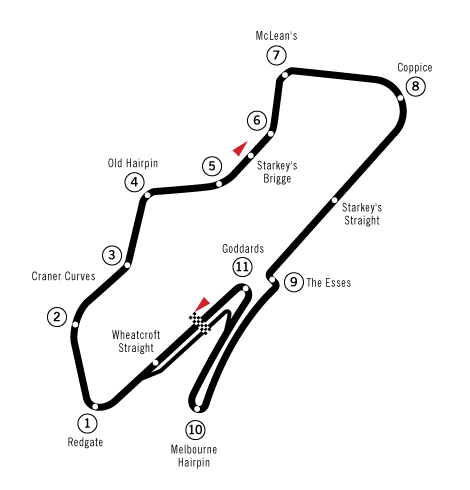
Донінгтон Парк, 1987–2009 роки.
Сільверстоун, з 2010 року.

## Переможці Мото Гран-Прі Великої Британії
| Сезон | Траса        | Moto3             | Moto3     | Moto2              | Moto2      | MotoGP           | MotoGP   | Звіт |
| Сезон | Траса        | Гонщик            | Виробник  | Гонщик             | Виробник   | Гонщик           | Виробник | Звіт |
| ----- | ------------ | ----------------- | --------- | ------------------ | ---------- | ---------------- | -------- | ---- |
| 2023  | Сільверстоун | Давід Алонсо      | Gas Gas   | Фермін Альдегер    | Boscoscuro | Алеїч Еспаргаро  | Suzuki   | Звіт |
| 2016  | Сільверстоун | Бред Біндер       | KTM       | Томас Люті         | Kalex      | Маверік Віньялес | Suzuki   | Звіт |
| 2015  | Сільверстоун | Данні Кент        | Honda     | Йоан Зарко         | Kalex      | Валентіно Россі  | Yamaha   | Звіт |
| 2014  | Сільверстоун | Алекс Рінс        | Honda     | Естів Рабат        | Kalex      | Марк Маркес      | Honda    | Звіт |
| 2013  | Сільверстоун | Луї Салом         | KTM       | Скотт Реддінг      | Kalex      | Хорхе Лоренсо    | Yamaha   | Звіт |
| 2012  | Сільверстоун | Маверік Віньялес  | FTR-Honda | Пол Еспаргаро      | Kalex      | Хорхе Лоренсо    | Yamaha   | Звіт |
| Сезон | Траса        | 125cc             | 125cc     | Moto2              | Moto2      | MotoGP           | MotoGP   | Звіт |
| Сезон | Траса        | Гонщик            | Виробник  | Гонщик             | Виробник   | Гонщик           | Виробник | Звіт |
| 2011  | Сільверстоун | Йонас Фольгер     | Aprilia   | Штефан Брадль      | Kalex      | Кейсі Стоунер    | Honda    | Звіт |
| 2010  | Сільверстоун | Марк Маркес       | Derbi     | Жюль Клузель       | Suter      | Хорхе Лоренсо    | Yamaha   | Звіт |
| Сезон | Траса        | 125cc             | 125cc     | 250cc              | 250cc      | MotoGP           | MotoGP   | Звіт |
| Сезон | Траса        | Гонщик            | Виробник  | Гонщик             | Виробник   | Гонщик           | Виробник | Звіт |
| 2009  | Донінгтон    | Хуліан Сімон      | Aprilia   | Хіросі Аояма       | Honda      | Андреа Довіціозо | Honda    | Звіт |
| 2008  | Донінгтон    | Скотт Реддінг     | Aprilia   | Міка Калліо        | KTM        | Кейсі Стоунер    | Ducati   | Звіт |
| 2007  | Донінгтон    | Маттіа Пасіні     | Aprilia   | Андреа Довіціозо   | Honda      | Кейсі Стоунер    | Ducati   | Звіт |
| 2006  | Донінгтон    | Альваро Баутіста  | Aprilia   | Хорхе Лоренсо      | Aprilia    | Дані Педроса     | Honda    | Звіт |
| 2005  | Донінгтон    | Хуліан Сімон      | KTM       | Ренді де Пуньє     | Aprilia    | Валентіно Россі  | Yamaha   | Звіт |
| 2004  | Донінгтон    | Андреа Довіціозо  | Honda     | Дані Педроса       | Honda      | Валентіно Россі  | Yamaha   | Звіт |
| 2003  | Донінгтон    | Ектор Барбера     | Aprilia   | Фонсі Ньєто        | Aprilia    | Макс Б'яджі      | Honda    | Звіт |
| 2002  | Донінгтон    | Арно Вінсен       | Aprilia   | Марко Меландрі     | Aprilia    | Валентіно Россі  | Honda    | Звіт |
| Сезон | Трек         | 125cc             | 125cc     | 250cc              | 250cc      | 500cc            | 500cc    | Звіт |
| Сезон | Трек         | Гонщик            | Виробник  | Гонщик             | Виробник   | Гонщик           | Виробник | Звіт |
| 2001  | Донінгтон    | Йоучі Уї          | Derbi     | Дайдзіро Като      | Honda      | Валентіно Россі  | Honda    | Звіт |
| 2000  | Донінгтон    | Йоучі Уї          | Derbi     | Ральф Вальдман     | Aprilia    | Валентіно Россі  | Honda    | Звіт |
| 1999  | Донінгтон    | Масао Азума       | Honda     | Валентіно Россі    | Aprilia    | Алекс Крівіль    | Honda    | Звіт |
| 1998  | Донінгтон    | Казуто Саката     | Aprilia   | Лоріс Капіроссі    | Aprilia    | Сімон Крафар     | Yamaha   | Звіт |
| 1997  | Донінгтон    | Валентіно Россі   | Aprilia   | Ральф Вальдман     | Honda      | Мік Дуейн        | Honda    | Звіт |
| 1996  | Донінгтон    | Стефано Перуджині | Aprilia   | Макс Б'яджі        | Aprilia    | Мік Дуейн        | Honda    | Звіт |
| 1995  | Донінгтон    | Казуто Саката     | Aprilia   | Макс Б'яджі        | Aprilia    | Мік Дуейн        | Honda    | Звіт |
| 1994  | Донінгтон    | Такеші Тсудзімура | Honda     | Лоріс Капіроссі    | Honda      | Кевін Швантс     | Suzuki   | Звіт |
| 1993  | Донінгтон    | Дірк Родіс        | Honda     | Жан-Філіп Руджія   | Aprilia    | Лука Кадалора    | Yamaha   | Звіт |
| 1992  | Донінгтон    | Фаусто Грезіні    | Honda     | Пьєрфранческо Чілі | Aprilia    | Вейн Гарднер     | Honda    | Звіт |
| 1991  | Донінгтон    | Лоріс Капіроссі   | Honda     | Лука Кадалора      | Honda      | Кевін Швантс     | Suzuki   | Звіт |
| 1990  | Донінгтон    | Лоріс Капіроссі   | Honda     | Лука Кадалора      | Yamaha     | Кевін Швантс     | Suzuki   | Звіт |
| 1989  | Донінгтон    | Ганс Спаан        | Honda     | Сіто Понс          | Honda      | Кевін Швантс     | Suzuki   | Звіт |
| 1988  | Донінгтон    | Езіо Джіанола     | Honda     | Лука Кадалора      | Honda      | Вейн Рейні       | Yamaha   | Звіт |